# Karim Ansarifard
Karim Ansarifard luisterⓘ; (Perzisch: کریم انصاری‌فرد; Ardebil, 3 april 1990) is een Iraans voetballer die doorgaans speelt als spits. In juli 2024 verliet hij Aris Saloniki. Ansarifard maakte in 2009 zijn debuut in het Iraans voetbalelftal.

## Clubcarrière
Ansarifard werd in 2006 gescout door Ali Daei namens Saipa en hij werd opgenomen in de jeugdopleiding. Een jaar later werd hij doorgeschoven naar het eerste elftal en speelde hij al zijn eerste wedstrijden voor de club. In zijn derde seizoen, het seizoen 2009/10, wist hij dertien competitiedoelpunten te maken. Hij stond in de interesse van Europese clubs als Borussia Dortmund en Celtic en later probeerde Steaua Boekarest hem voor een half jaar te huren. Op 17 juni 2012 verliet hij Saipa, maar hij bleef in eigen land, waar hij ging spelen voor Persepolis. Hij tekende er voor drie jaar. Bij Persepolis lag hij echter overhoop met coach Ali Daei, die hem ooit ontdekt had en hij werd na één jaar verhuurd aan Tractor Sazi. In het seizoen 2013/14 won Ansarifard met Tractor Sazi de Hafzi Cup. Na dat jaar stapte hij over naar het Spaanse Osasuna, waar hij voor twee jaar tekende. Hiervan zou hij er een volmaken, waarna hij overstapte naar Panionios. In anderhalf jaar kwam hij veertien keer tot scoren in vierenveertig competitiewedstrijden. In januari 2017 verkaste hij naar Olympiakos, waar hij zijn handtekening zette onder een verbintenis voor de duur van drieënhalf jaar. Medio 2018 werd zijn contract ontbonden. In november 2018 sloot hij aan bij Nottingham Forest, waar hij tekende tot medio 2020. Aan het einde van het seizoen 2018/19 verkaste Ansarifard naar Al-Sailiya. Een jaar later tekende hij voor twee seizoenen bij AEK Athene. Na dit contract nam Omonia Nicosia de aanvaller transfervrij over. In januari 2024 keerde hij bij Aris Saloniki terug in Griekenland.

## Clubstatistieken
| Seizoen | Club              | Competitie       | Competitie | Competitie | Beker | Beker | Internationaal | Internationaal | Totaal | Totaal |
| Seizoen | Club              | Competitie       | Wed.       | Dlp.       | Wed.  | Dlp.  | Wed.           | Dlp.           | Wed.   | Dlp.   |
| ------- | ----------------- | ---------------- | ---------- | ---------- | ----- | ----- | -------------- | -------------- | ------ | ------ |
| 2007/08 | Saipa             | Iran Pro League  | 18         | 1          | 0     | 0     | 5              | 1              | 23     | 2      |
| 2008/09 | Saipa             | Iran Pro League  | 14         | 1          | 1     | 0     | —              | —              | 15     | 1      |
| 2009/10 | Saipa             | Iran Pro League  | 31         | 13         | 1     | 0     | —              | —              | 32     | 13     |
| 2010/11 | Saipa             | Iran Pro League  | 29         | 19         | 1     | 0     | —              | —              | 30     | 19     |
| 2011/12 | Saipa             | Iran Pro League  | 31         | 21         | 0     | 0     | —              | —              | 31     | 21     |
| 2012/13 | Persepolis        | Iran Pro League  | 31         | 8          | 5     | 4     | —              | —              | 36     | 12     |
| 2013/14 | → Tractor Sazi    | Iran Pro League  | 28         | 14         | 4     | 2     | 2              | 1              | 34     | 17     |
| 2014/15 | Osasuna           | Segunda División | 16         | 0          | 1     | 0     | —              | —              | 17     | 0      |
| 2015/16 | Panionios         | Super League     | 30         | 9          | 6     | 2     | —              | —              | 36     | 11     |
| 2016/17 | Panionios         | Super League     | 14         | 5          | 1     | 0     | —              | —              | 15     | 5      |
| 2016/17 | Olympiakos        | Super League     | 9          | 1          | 6     | 1     | 4              | 2              | 19     | 4      |
| 2017/18 | Olympiakos        | Super League     | 26         | 17         | 2     | 1     | 0              | 0              | 28     | 18     |
| 2018/19 | Nottingham Forest | Championship     | 12         | 2          | 0     | 0     | —              | —              | 12     | 2      |
| 2019/20 | Al-Sailiya        | Stars League     | 20         | 6          | 0     | 0     | 1              | 0              | 21     | 6      |
| 2020/21 | AEK Athene        | Super League     | 34         | 13         | 5     | 0     | 8              | 1              | 47     | 14     |
| 2021/22 | AEK Athene        | Super League     | 29         | 4          | 4     | 1     | 2              | 1              | 35     | 6      |
| 2022/23 | Omonia Nicosia    | A Divizion       | 31         | 4          | 5     | 3     | 5              | 1              | 41     | 8      |
| 2023/24 | Omonia Nicosia    | A Divizion       | 15         | 2          | 4     | 0     | 4              | 0              | 23     | 2      |
| 2023/24 | Aris Saloniki     | Super League     | 12         | 1          | 2     | 0     | —              | —              | 14     | 1      |
| Totaal  | Totaal            | Totaal           | 430        | 141        | 45    | 14    | 35             | 7              | 520    | 162    |

Bijgewerkt op 21 juli 2024.

## Interlandcarrière
Ansarifard maakte zijn debuut in het Iraans voetbalelftal op 10 november 2009. Op die dag werd een vriendschappelijke wedstrijd tegen IJsland met 1–0 gewonnen. De aanvaller mocht in de tweede helft invallen en hij tekende een kwartier na zijn entree direct voor het eerste en enige doelpunt van de wedstrijd. Op 14 mei 2014 werd bekendgemaakt dat Ansarifard onderdeel uitmaakt van de Iraanse selectie voor het WK 2014 in Brazilië. Ook op het WK 2018 was hij actief met zijn vaderland Iran.
In november 2022 werd Ansarifard door bondscoach Carlos Queiroz opgenomen in de selectie van Iran voor het WK 2022. Tijdens dit WK werd Iran uitgeschakeld in de groepsfase na een overwinning op Wales en nederlagen tegen Engeland en de Verenigde Staten. Ansarifard kwam in twee duels in actie.

## Erelijst
| Competitie   |              |              |              |              |
| Competitie   | Aantal       | Jaren        |              |              |
| Tractor Sazi | Tractor Sazi | Tractor Sazi | Tractor Sazi | Tractor Sazi |
| ------------ | ------------ | ------------ | ------------ | ------------ |
| Hazfi Cup    | 1            | 2013/14      |              |              |
| Olympiakos   |              |              |              |              |
| Super League | 1            | 2016/17      |              |              |